# Tomonobu Itagaki
Tomonobu Itagaki (板垣 伴信 Itagaki Tomonobu?) es un diseñador de videojuegos japonés. Ha sido el creador de la serie Dead or Alive y ha revivido la franquicia Ninja Gaiden en 2004. En 2009, fue elegido por IGN como uno de los 100 mejores creadores de juegos de todos los tiempos.
Se unió a Tecmo en 1992, Itagaki produjo dos franquicias de videojuegos que fueron éxitos comerciales y le valieron varias promociones; dirigió el equipo de desarrollo de Tecmo, Team Ninja, y formó parte de la junta ejecutiva. Dejó la empresa después de 16 años de servicio, presentando una demanda en su contra por retención de pago de bonificación. Formó una nueva compañía, Valhalla Game Studios, con varios miembros del Team Ninja y lanzó Devil's Third. La empresa se disolvió en diciembre de 2021 y luego formó una nueva llamada Itagaki Games.
En sus inicios, Itagaki anunció que Itagaki Games lanzaría su primer juego para PlayStation 5, Xbox Series y PC. A principios de octubre de 2024, se anunció por error que Itagaki Games se disolvería, al igual que Valhalla Game Studios. Esto se debió a que el estudio cambió su nombre a Itagaki Games Co., Ltd. en septiembre de 2024. Actualmente, el estudio sigue operando con este nuevo nombre.

## Vida personal
Nacido y criado en Tokio, Itagaki se graduó de la escuela secundaria superior de la Universidad de Waseda en marzo de 1985. Se matriculó en dicha universidad y se graduó de la Facultad de Derecho en 1992.
Itagaki está casado y tiene una hija, a quien ha mencionado como una de las principales influencias en sus proyectos, incluido el desarrollo de Ninja Gaiden: Dragon Sword para Nintendo DS, y una compañera de juego constante en juegos como los de la serie Halo. Itagaki tiene en su oficina un juego de espadas katanas japonesas que su padre le hizo, que suele sacar para mostrar a sus visitantes. Como desea que la gente deje de leer sus expresiones durante los juegos de apuestas, siempre se le ve con gafas de sol, un hábito que se ha convertido en su marca registrada en la comunidad de videojuegos.

## Carrera profesional
Itagaki se unió a Tecmo en 1992 como programador de gráficos e inicialmente trabajó en la versión Super Famicom del videojuego de fútbol americano, Super Tecmo Bowl. El avance de su carrera se produjo en 1996 con su primer juego Dead or Alive, un juego basado en el hardware Sega Model 2 (Virtua Fighter) creado en respuesta a la solicitud de la gerencia de Tecmo. Fue asesorado por Yoshiaki Inose (de Solomon's Key, Bomb Jack, Rygar y la fama original de Ninja Gaiden) y Akihiko Shimoji (Tecmo Bowl) en sus primeros años en Tecmo, y quedó impresionado por ellos para incluir la diversión como un componente necesario en sus proyectos.
Su ascenso en la empresa había sido constante desde entonces. Fue nombrado jefe del tercer departamento creativo en abril de 2001. Luego asumió el cargo de líder del Team Ninja en julio de 2001. Tecmo lo nombró Director Ejecutivo en junio de 2004. Más tarde asumió el cargo de Gerente General del departamento de producción de alta gama en febrero de 2006. Sin embargo, su puesto de director ejecutivo le fue retirado en agosto del mismo año, debido a que lo acusaron de acoso sexual. Más tarde fue declarado inocente por un tribunal de distrito de Tokio en junio de 2007.
El lanzamiento de Dead or Alive 2 aumentó considerablemente la popularidad de la serie, así como la de Itagaki. Había buscado crear juegos de lucha con detalles que sentía que faltaban en otros juegos. En las iteraciones posteriores, Itagaki ha construido la historia de los juegos en torno a temas familiares: Kasumi y Ayane en Dead or Alive 3, y Helena en Dead or Alive 4. Hasta la fecha, la serie ha pasado por cuatro iteraciones con varias ediciones mejoradas. Una quinta iteración, Dead or Alive 5, se hizo en su ausencia y se lanzó en septiembre de 2012. Dead or Alive 5 recibió dos lanzamientos adicionales del título base; Dead or Alive 5 Ultimate, que se lanzó en septiembre de 2013, un año después del lanzamiento original. La segunda y última versión del juego se tituló Dead or Alive 5 Last Round y se lanzó en febrero de 2015. Dado el éxito de Dead or Alive 5, Team Ninja creó una secuela, también sin la inclusión de Itagaki, y Dead or Alive 6 se lanzó en marzo de 2019 y actualmente es el último lanzamiento de la franquicia.
En la serie Dead or Alive Xtreme Beach Volleyball, Itagaki reunió a las chicas de Dead or Alive en una isla. El jugador debe fomentar una buena relación entre las chicas para crear un dúo armonioso y ganador de voleibol de playa. En la segunda iteración de la serie, el enfoque cambia al expandir la cantidad de actividades en las que el jugador puede hacer que las chicas participen. Él explica el núcleo del juego como un paraíso donde el jugador puede ver a las chicas que 'ama' disfrutar de actividades sencillas.
Ninja Gaiden fue el esfuerzo de Itagaki para desarrollar un juego centrado en un juego violento, con el súper ninja Ryu Hayabusa como protagonista. Aprovechando el nombre de marca de la serie anterior de NES, Itagaki desarrolló un juego de acción y aventuras aclamado por la crítica para Xbox, que también contó con un torneo internacional en línea. Prosiguió trabajando en él para lanzar Ninja Gaiden Black como la obra de su trabajo Ninja Gaiden. Continuó la serie en la Nintendo DS con Ninja Gaiden: Dragon Sword, en parte debido a una promesa que le hizo a su hija. Al mismo tiempo, trajo el siguiente capítulo de la serie a la Xbox 360 como Ninja Gaiden II.
Itagaki afirma de ser uno de los pocos en la industria japonesa de videojuegos en establecer comunicaciones con el mundo occidental. Sugiere que otros desarrolladores japoneses deberían hacer lo mismo y ser conscientes de los gustos de los juegos fuera de Japón, para poder revertir la caída de la industria japonesa de los juegos de 2005.
El 2 de junio de 2008, justo antes del lanzamiento de Ninja Gaiden II para Xbox 360, Itagaki anunció que renunciaba a Tecmo y demandaba a la empresa por retener una bonificación prometida por sus trabajos anteriores. También estaba demandando al presidente de Tecmo, Yoshimi Yasuda, por daños y perjuicios basados en "declaraciones irrazonables y falsas hacia su persona", hechas en frente de sus colegas. En una entrevista con 1up.com, Itagaki reveló que está trabajando en un proyecto con exmiembros de Team Ninja bajo un nuevo estudio, Valhalla Game Studios. El título en cuestión, Devil's Third, fue revelado poco antes del E3 2010.
En enero de 2021, Itagaki anunció que había establecido un nuevo estudio de juegos, Itagaki Games (más tarde rebautizado como Apex Games), y declaró que estaría interesado en volver a trabajar con Microsoft. Anunció en julio de 2022 que su empresa está trabajando en un nuevo videojuego NFT llamado Warrior. Más tarde, el estudio cambió su nombre a Itagaki Games Co., Ltd. en septiembre de 2024, y opera bajo este nuevo titulo.

## Mentalidad de diseño

### Filosofía de diseño de juegos
Itagaki cree que un buen juego debe ser un producto integrado de buenos gráficos, interactividad y jugabilidad. También otorga alta prioridad a garantizar que sus juegos sean interactivos con las acciones del jugador y respondan rápidamente a las entradas del jugador. Es esta opinión la que llevó a sus declaraciones despectivas sobre Heavenly Sword. Considera que la recompensa por las secuencias de solicitud de botones del juego es menos satisfactoria que la de Genji: Dawn of the Samurai cuyas secuencias de Kamui las llama tontas, pero entretenidas). Asimismo, citó a Metal Gear Solid 2: Sons of Liberty y Final Fantasy X como juegos que carecen de la interactividad que le atrae.
Itagaki profesa un gusto por la simplicidad de las entradas, afirma que demasiadas entradas darían como resultado la pérdida de la experiencia de juego. Como tal, respeta a Sega-AM2 por su trabajo en Virtua Fighter 4, pero afirmó que DOA 3 sigue siendo un juego mejor. Asimismo, deplora la implementación de escenarios para mostrar la tecnología por el simple hecho de hacerlo, preguntando sarcásticamente cuál es el sentido de talar "mil cabezas de repollo en la pantalla". En su mentalidad de integración, todo (gráficos, controladores, interactividad, capacidad de respuesta, etc.) tiene su lugar, incluso las escenas de corte renderizadas previamente por CG que, según él, pueden brindar una mejor experiencia cinematográfica de algunas escenas que hacerlo en tiempo real.

### Opiniones sobre hardware
Como desarrollador de juegos, Itagaki ha definido su filosofía como la capacidad de extraer los puntos fuertes de una máquina de juegos e integrarlos para desarrollar juegos a un nivel que nadie más puede alcanzar. Él define la satisfacción de un desarrollador de juegos con una máquina de juego como dependiente de estos criterios. Con esta filosofía, expresa continuamente su felicidad por desarrollar en la Xbox 360, proclamando que es más "amigable con el software" que la PlayStation 3. Además, admira la dedicación de Nintendo Wii a la innovación, que tiene en alta estima por el espíritu de los juegos. Itagaki afirmó que quería desarrollar sus juegos para lo que consideraba Xbox 360, la consola más poderosa del mercado en el momento del diseño.
Itagaki también ha hablado de su filosofía portátil que apuesta por la capacidad de respuesta y la interacción física, en lugar de la potencia bruta del hardware. Como tal, Itagaki se negó a hacer un juego portátil para PlayStation Portable (PSP) en su momento, afirmando que va en contra de la filosofía de diseño de ser un dispositivo portátil. Él dice que un juego creado, basado en las especificaciones de la PSP, sería más adecuado para una verdadera consola doméstica. Este punto de vista se refleja en sus declaraciones sobre por qué Ninja Gaiden: Dragon Sword como juego portátil debe diseñarse para aprovechar el panel táctil de Nintendo DS en lugar de las entradas convencionales que lo habrían convertido en un juego típico.

### Pet project
Itagaki clasifica sus proyectos en proyectos centrales (con fines comerciales y de excelencia técnica) y aquellos puramente para la realización personal. La serie Dead or Alive Xtreme Beach Volleyball y Dead or Alive: Code Chronos pertenecen a este último. Los juegos de Dead or Alive Xtreme Beach Volleyball solo están destinados a la diversión simple y a satisfacer el "amor" por los personajes femeninos, permitiendo que el jugador cuide y vea a las chicas participar en alegrías simples. Aunque admite que hay contenido sexual en el juego, Itagaki se niega a crear escenarios que siente que son vulgares para sus 'hijas', un término que usa para llamar a los personajes femeninos. Code Chronos cae en la misma categoría de desarrollo, desarrollado como el pasatiempo de estilo de Itagaki.

### Ética laboral
Itagaki es minucioso con sus juegos, trabaja en ellos desde el principio hasta el lanzamiento, e incluso después del lanzamiento para corregir lo que siente que son deficiencias y pulirlos hasta su máximo potencial. Ha demostrado esto en el desarrollo de su proyecto, como retrasar el lanzamiento de Dead or Alive 4 solo para pulir el juego en función de los comentarios de los mejores jugadores japoneses de Dead or Alive reclutados para probarlo. Para Ninja Gaiden, quería dejar el mejor y último juego de acción en Xbox antes de pasar a Xbox 360, por lo que modificó el juego e integró el contenido descargable adicional para producir Ninja Gaiden Black. Con Dead or Alive Xtreme 2, optó por parchear un exploit fácil de cobrar en lugar de dejarlo solo y reflexionar sobre las consecuencias.
Itagaki crea los personajes de su juego sumergiéndose en sus roles y en los juegos. Esta es una razón por la que se opone a la sugerencia de Kasumi en el universo Ninja Gaiden, diciendo que su naturaleza 'suave' está en conflicto con la naturaleza 'dura' del juego, mientras que Ayane encaja perfectamente. Es esta inmersión en el papel lo que le ayuda a desarrollar y excluir las armas del conjunto de movimientos de la Spartan llamada Nicole en Dead or Alive 4. Sin embargo, sumergirse en la atmósfera de los juegos también le ha fallado en ocasiones. The Butt Battle y Tug-of-War of Dead or Alive Xtreme 2 fueron muy criticados sobre la base del diseño del minijuego. Itagaki defendió esos juegos como piezas cómicas nostálgicas, destinadas a hacer que el jugador recuerde los juegos de celebridades jugados en la televisión japonesa.
En 2006, varios sitios de juegos informaron que una ex empleada de Tecmo no identificada había presentado una demanda por acoso sexual contra Itagaki. Afirmando que Itagaki le había hecho varios avances sexuales no deseados desde 2003. Si bien Itagaki admitió haberla besado, afirmó que todo lo que había pasado entre ellos había sido con consentimiento. La investigación subsiguiente de Tecmo llegó a la conclusión de que "las acusaciones en cuestión fueron el resultado del deseo de la exempleada de expresar su frustración por su propio asunto personal, y no indicativo de acoso sexual". Tecmo también ha degradado a Itagaki y a la acusadora por mezclar "asuntos personales con sus responsabilidades corporativas". Mientras tanto, el tribunal ha encontrado a Itagaki inocente de los cargos.

### Personalidad franca
Itagaki valora las actitudes francas y "directas", creyendo que cualquier otra cosa permitiría que entren "pequeños y sectarios" y descarrilar el tren de pensamiento. Su actitud franca también está en línea con su agresividad admitida, tomando las críticas como desafíos a superar en lugar de algo por lo que deprimirse. Esto se relaciona con su deseo de desafíos, producir juegos como Ninja Gaiden, que son reconocidos como "difíciles" por la industria del juego, y esforzarse por producir juegos que puedan competir como los mejores juegos del género. Afirma abiertamente ser la única fuerza creativa detrás de sus proyectos, además de ser capaz de transmitir su plan claramente para que el equipo lo entienda. Lamenta que los japoneses están empezando a olvidar los conceptos básicos, cerrando sus mentes a las críticas externas.
Itagaki siempre ha dado opiniones duras sobre los juegos Tekken de Namco, principalmente debido a su rencor contra la compañía por su comercial de radio insultante en su juego Dead or Alive. Ha declarado que nunca olvida un insulto a su familia y tomará represalias con "misiles nucleares más de 100 veces por eso". Esto, junto con lo que él ve como el estancamiento de Tekken en el género de los juegos de lucha (a partir de Tekken 4), lo llevó a condenar la serie Tekken, ubicándola como sus cinco juegos más odiados, a pesar de que afirma que Tekken, Tekken 2 y Tekken 3 eran buenos juegos que su familia disfrutaba.En 2025, Katsuhiro Harada, quien dirigió Tekken, reveló que Itagaki se había disculpado en privado en 2008, diciendo que había respetado a Tekken y a su personal, y que su lenguaje agresivo era «parte de una estrategia para atraer la atención de los medios, especialmente de los medios de juegos occidentales».

## Obras
| Título                                | Año           | Role                                    |
| ------------------------------------- | ------------- | --------------------------------------- |
| Tecmo Super Bowl                      | 1990          | Ingeniero Gráfico                       |
| Dead or Alive                         | 1996          | Productor y Director                    |
| Dead or Alive 2                       | 2000          | Productor y Director                    |
| Dead or Alive 3                       | 2001          | Productor y Director                    |
| Dead or Alive Xtreme Beach Volleyball | 2003          | Productor y Director                    |
| Fatal Frame II: Crimson Butterfly     | 2003          | Consejero especial                      |
| Ninja Gaiden                          | 2004          | Productor y Director                    |
| Dead or Alive Ultimate                | 2004          | Productor y Director                    |
| Ninja Gaiden Black                    | 2005          | Productor y Director                    |
| Dead or Alive 4                       | 2005          | Productor y Director                    |
| Dead or Alive Xtreme 2                | 2006          | Diseñador jefe y arquitecto de software |
| Super Swing Golf                      | 2006          | Asesor                                  |
| Ninja Gaiden: Dragon Sword            | 2008          | Productor ejecutivo                     |
| Ninja Gaiden II                       | 2008          | Productor y Director                    |
| Devil's Third                         | 2015          | Director                                |
| Samurai Jack: Battle Through Time     | 2020          | Consejero Supremo                       |
| Warrior                               | Por confirmar | Por confirmar                           |